# Gentiluomini e cortigiane
Gentiluomini e cortigiane o  Sette ritratti Albani è un dipinto realizzato in olio su tela opera di Giovanni Cariani nel 1519 e conservato in collezione privata a Bergamo dalla famiglia Roncalli.

## Storia
La tela è considerata tra i migliori lavori di Giovanni Busi detto Cariani, ed  è firmata sulla parte inferiore IO. CARIANVS,BGOMVS. M.D.XVIIII.
Risulta che nel 1720, fosse proprietà della famiglia Albani. Successivamente, nel 1775, è presente in casa di Albani al Sal vecchio, e dal 1799 per passaggi ereditari, di proprietà della famiglia Roncalli.
Il Cariani, bergamasco di origine, si era trasferito a Venezia per seguire il padre facendo poi ritorno a Bergamo nel 1517. Il medesimo anno gli venne commissionata la Pala di San Gottardo dalla Congregazione di San Giuseppe di cui era membro Francesco Albani, che commissionò anche altri lavori all'artista, tra questi sicuramente questa tela e successivamente il suo ritratto, realizzato l'anno successivo ma che presenta le medesime caratteristiche, come la completezza e corposità dei personaggi ritratti. Lo storico Luciano Gallina ritenne che ci fossero stati contatti tra l'Albani e il padre dell'artista , situazione mai documentata.

## Descrizione
La tela non ha sicuramente le caratteristiche di essere un ritratto di famiglia, ma piuttosto ci descrive un giorno di festa, un casuale incontro fra tre giovani cortigiane e altrettanti gentiluomini sotto il controllo di una figura femminile che sembra non fare parte del gruppo. Gli abiti delle giovani sono appariscenti con scollature abbondanti, forse indecorosi per donne di buona famiglia dell'epoca. Ma la scena vuole avere una impronta sensuale, questo porta la figura del giovane posto al centro dei tre signori, che ha lo sguardo intimorito, ma molto affascinato e attratto da queste figure femminili.
La ragazza con la veste bianca, forse la festeggiata del giorno, tiene tra le mani uno specchio, simbolo di vanità, mentre la mezzana che è adornata da un cappello di piume ha l'acconciatura a tremuli come più volte viene disegnata nelle cortigiane, anche nel dipinto Maddalena sempre del Cariani. In primo piano vi è raffigurato uno scoiattolo, segno non solo di avidità ma anche di sensualità, le caratteristiche del quadro.
Il dipinto viene messo a corrispondenza del Concerto, avendo le opere la medesima libertà di espressione, anche se i due lavori partono da un'idea giorgiana, si sviluppano entrambi su tematiche profane e libere da ogni ambiguità; ciò è particolarmente evidente in questo quadro, dal momento che le figure si intrecciano in due blocchi disposti a ritmi triangolare, diagonalmente per le cortigiane, a scalare per i gentiluomini. Non è questa una novità per il Cariani, anzi ne diventa la sua primaria caratteristica, questo ritmo in diagonale gli consentì di riempire con le vesti, con la corposità, e con gli incarnati accesi gli spazi della tela. Qui la manica gonfia e abbondante della giovane in primo piano, i cui capelli vengono accarezzati, sicuramente protagonista, è come fosse un primattore, consentendo la profondità e la distribuzione arretrata dei volti maschili.